# براكاش شيتي
براكاش شيتي (بالإنجليزية: Prakash Shetty)‏ هو كاريكاتيري هندي، ولد في 1 أبريل 1960.

## وصلات خارجية
- الموقع الرسمي